# Albal
Pour les articles homonymes, voir Albal.
Albal est une marque, tirée des mots aluminium et emballage, sous laquelle est commercialisée une gamme de produits d'emballage alimentaire domestique : papier sulfurisé, film étirable, papier aluminium, sacs pour congélation… Albal appartient, comme Handy Bag, à la société allemande Cofresco Frischhalteprodukte, filiale de Melitta.

## Histoire
Dès 1959 Coquillard (groupe Péchiney) à Froges en Isère lamine de la feuille d'aluminium pour emballage commercialisée principalement auprès des commerces de distribution sous la dénomination "Alu Ménager". La marque Albal est lancée sur le marché français en 1965 par Péchiney pour commercialiser du papier aluminium. En 1975, les films étirables sont mis sur le marché. La marque est vendue à Union Carbide en 1984 puis à DowBrands en 1989. En 1996, Dow Chemical et Melitta, propriétaire d'Handy Bag, s'associent et créent une coentreprise, nommée Cofresco, regroupant les deux marques.

## Produits
L'aluminium ménager Albal était fabriqué initialement dans l'usine Péchiney de Rugles. Cette usine a été fermée par Dow dans les années 1990.